# ونگی (شهرستان شویدوین)
ونگی (به لاتین: Łęgi) یک روستا در لهستان است که در گمینا پووچن-زدروی واقع شده‌است.